# Gordon McLeod (acteur)
Pour les articles homonymes, voir MacLeod et Gordon McLeod.
Charles Gordon McLeod, né le 27 décembre 1884 à Ivybridge (comté de Devon, Angleterre) et mort le 16 octobre 1953 à Londres (quartier de Westminster), est un acteur anglais.

## Biographie
Gordon McLeod débute au théâtre vers 1910 et joue notamment à Londres et Bristol, entre autres dans La Mégère apprivoisée de William Shakespeare (Londres puis Bristol, 1912-1914), Les Frères corses (adaptation du roman éponyme d'Alexandre Dumas, Bristol, 1924-1925) et Le Sourire de la Joconde (adaptation du roman éponyme d'Aldous Huxley, Londres, 1948, avec Clive Brook et Pamela Brown).
Il joue également une fois à Broadway (New York) en 1923, dans Œdipe roi de Sophocle, où il personnifie Créon.
Au cinéma (majoritairement britannique), il apparaît d'abord dans trois films muets, le premier sorti en 1919 ; le deuxième est The Only Way (en) d'Herbert Wilcox (1926), adaptation de la pièce éponyme de Frederick Langbridge et Freeman Wills qu'il avait jouée à Bristol de 1912 à 1914 (puis reprise entre 1920 et 1925) ; le troisième est un court métrage (1928) adapté de la pièce David Garrick (en) de Thomas William Robertson qu'il avait jouée à Bristol en 1924-1925.
Son premier film parlant, américain, est The Virtuous Sin de George Cukor et Louis Gasnier (1930, avec Walter Huston et Kay Francis). Ultérieurement, mentionnons L'Homme aux cent voix de Carol Reed (1936, avec Ricardo Cortez et Sally Eilers), Winslow contre le roi d'Anthony Asquith (1948, avec Robert Donat et Cedric Hardwicke) et A Case for PC 49 de Francis Searle (1951, avec Christine Norden et Leslie Bradley).
Un de ses rôles les plus connus au grand écran est sans doute celui de l'inspecteur Claude Teal dans trois films de la série cinématographique consacrée à Simon Templar dit « Le Saint », le premier étant The Saint in London de John Paddy Carstairs (1939, avec George Sanders dans le rôle-titre.
À la télévision britannique, il contribue à neuf téléfilms souvent d'origine théâtrale, dès le petit écran naissant en 1938 (dont R.U.R. de Karel Čapek) et jusqu'en 1950. S'ajoutent trois séries en 1953.
Gordon McLeod meurt en 1953, à 68 ans (voir note ci-après). Ses cinq derniers films (sur soixante-seize en tout) sortent l'année suivante (1954).

## Théâtre

### Angleterre (sélection)

#### Bristol
- 1912-1913 : The Breed of the Treshams de John Rutherford (+ reprise en 1920-1921)
- 1912-1914 : The Only Way de Frederick Langbridge et Freeman Wills : Ernest Defarge (+ reprises en 1920-1921 puis 1924-1925)
- 1913-1914 : La Mégère apprivoisée (The Taming of the Shrew) de William Shakespeare
- 1913-1914 : Hamlet de William Shakespeare
- 1924-1925 : David Garrick (en) de Thomas William Robertson (+ reprise en 1932-1933)
- 1924-1925 : Les Frères corses (The Corsican Brothers), adaptation du roman éponyme d'Alexandre Dumas
- 1924-1925 : Richard III de William Shakespeare
- 1927-1928 : Scaramouche, adaptation du roman éponyme de Rafael Sabatini
- 1931-1932 : Les Cloches (The Bells) de Leopold Lewis

#### Londres
- 1912-1913 : Le Faune (The Faun) d'Edward Knoblock
- 1912-1913 : La Mégère apprivoisée (The Taming of the Shrew) de William Shakespeare
- 1919-1920 : Hamlet de William Shakespeare
- 1925-1926 : Le Bourgmestre de Stilmonde (Burgomaster of Stilmonde) de Maurice Maeterlinck
- 1936-1937 : Charles the King de Maurice Colbourne
- 1942 : School for Slavery de Lajos Biró
- 1943 : The Fur Coat de A. G. Mcdonell
- 1948 : Le Sourire de la Joconde (The Gioconda Smile), adaptation du roman éponyme d'Aldous Huxley, mise en scène de Peter Glenville (+ reprise en 1949)

### Broadway (intégrale)
- 1923 : Œdipe roi (Oedipus Rex) de Sophocle, adaptation de Gilbert Murray : Créon

## Filmographie partielle
- 1919 : A Smart Set (en) de A. V. Bramble : rôle non spécifié
- 1926 : The Only Way (en) d'Herbert Wilcox : Ernest Defarge
- 1930 : The Virtuous Sin de George Cukor et Louis Gasnier : le colonel Nikitin
- 1936 : L'Homme aux cent voix (Talk the Devil) de Carol Reed : l'inspecteur
- 1936 : Le Collier de rubis (Treachery on the High Seas d'Emil-Edwin Reinert
- 1937 : La Reine Victoria (Victoria the Great) d'Herbert Wilcox : John Brown
- 1937 : Le Chevalier sans armure (Knight Without Armour) de Jacques Feyder : le docteur écossais
- 1939 : The Saint in London de John Paddy Carstairs : l'inspecteur Claude Teal
- 1939 : Armes secrètes (Q Planes) de Tim Whelan : le baron
- 1941 : Le Premier Ministre (The Prime Minister) de Thorold Dickinson :  John Brown
- 1941 : The Saint's Vacation de Leslie Fenton : l'inspecteur Claude Teal
- 1942 : Spitfire (The First of the Few) de Leslie Howard : le major Buchan
- 1943 : The Saint Meets the Tiger de Paul Ludwig Stein : l'inspecteur Claude Teal
- 1948 : Winslow contre le roi (The Winslow Boy) d'Anthony Asquith : un député âgé
- 1951 : A Case for PC 49 de Francis Searle : l'inspecteur Wilson
- 1951 : Le Major galopant (The Galloping Major) d'Henry Cornelius : un membre du club
- 1954 : L'Homme au million (The Million Pound Note) de Ronald Neame : le dirigeant d'une compagnie d'assurances
- 1954 : The House Across the Lake (en) de Ken Hughes : Dr Emery